# Neskončna aritmetična vrsta
Neskončna aritmetična vrsta je v matematiki neskončna vrsta, katere členi tvorijo aritmetično zaporedje. Zgleda takšnih vrst sta vrsti 1 + 1 + 1 + 1 + ··· in 1 + 2 + 3 + 4 + ···. Splošna oblika za neskončno aritmetično vrsto je:
{\displaystyle \sum _{n=0}^{\infty }(an+b)\!\,.}
Če sta a = b = 0, je vsota vrste enaka 0. Če je a ali b neničeln, potem vrsta divergira in nima vsote v običajnem smislu.

## Regularizacija zeta
Zeta-regularizirana vsota aritmetične vrste prave oblike je vrednost povezane Hurwitzeve funkcije ζ:
{\displaystyle \sum _{n=0}^{\infty }(n+\beta )=\zeta _{\rm {H}}(-1;\beta )\!\,.}
Čeprav regularizacija zeta za vrsto 1 + 1 + 1 + 1 + ··· da vrednost ζR(0) = −1⁄2, za vrsto 1 + 2 + 3 + 4 + ··· pa ζR(−1) = −1⁄12, kjer je ζ Riemannova funkcija ζ, zgornja oblika v splošnem ni enaka obliki:
{\displaystyle -{\frac {1}{12}}-{\frac {\beta }{2}}\!\,.}